# Чемпионат мира по горнолыжному спорту 2025 — командная комбинация (женщины)
Соревнования среди женщин в командной комбинации на чемпионате мира по горнолыжному спорту 2025 года прошли 11 февраля. Местом проведения соревнований стал горнолыжный курорт Зальбах, Австрия. Начало старта в скоростном спуске было запланировано на 10:00 местного времени, в слаломе на 13:15. Каждая страна могла быть представлена не более, чем 4 командами. Максимальной квотой воспользовались США, Швейцария и Австрия.
Всего в стартовом листе значилось 26 команд из 11 государств. Это новая дисциплина в программе мировых первенств. В состав команды входят две спортсменки, представляющие одно государство. Каждая спортсменка соревнуется в своей дисциплине — скоростной спуск или слалом, таким образом формируются пары из сильных слаломистов и спусковиков, универсальность горнолыжников теперь значительной роли не играет.
Первыми чемпионками мира в этой дисциплине стали горнолыжницы из США Бризи Джонсон и Микаэла Шиффрин.

## Призёры
| Золото                                | Серебро                                        | Бронза                                    |
| США · Бризи Джонсон · Микаэла Шиффрин | Швейцария · Лара Гут-Бехрами · Венди Хольденер | Австрия · Штефани Фенир · Катарина Труппе |

## Результаты
| Место | Номер | Команда                                                  | Время                   | Отставание     |
| ----- | ----- | -------------------------------------------------------- | ----------------------- | -------------- |
| 1     | 13    | США 1 · Бризи Джонсон · Микаэла Шиффрин                  | 2:40.89 1:42.11 58.78   | —              |
| 2     | 9     | Швейцария 1 · Лара Гут-Бехрами · Венди Хольденер         | 2:41.28 1:42.89 58.39   | +0.39          |
| 3     | 14    | Австрия 3 · Штефани Фенир · Катарина Труппе              | 2:41.42 1:42.46 58.96   | +0.53          |
| 4     | 15    | США 2 · Лорен Макуга · Пола Молтцан                      | 2:41.53 1:41.60 59.93   | +0.64          |
| 5     | 10    | Австрия 1 · Мирьям Пухнер · Катарина Линсбергер          | 2:41.58 1:41.88 59.70   | +0.69          |
| 6     | 8     | Австрия 2 · Корнелия Хюттер · Катарина Хубер             | 2:41.64 1:42.35 59.29   | +0.75          |
| 7     | 12    | Швейцария 2 · Коринн Зутер · Камилла Раст                | 2:41.65 1:42.64 59.01   | +0.76          |
| 8     | 5     | Италия 3 · Николь Делаго · Марта Розетти                 | 2:41.82 1:42.66 59.16   | +0.93          |
| 9     | 11    | Словения · Илка Штухец · Андрея Слокар                   | 2:41.97 1:42.75 59.22   | +1.08          |
| 10    | 18    | США 4 · Жаклин Уайлз · Кэти Хенсиен                      | 2:42.44 1:43.60 58.84   | +1.55          |
| 11    | 23    | Франция 2 · Романа Мирадоли · Марион Шеврье              | 2:42.49 1:43.97 58.52   | +1.60          |
| 12    | 20    | Швейцария 4 · Приска Минг-Нуфер · Элиан Кристен          | 2:42.52 1:43.16 59.36   | +1.63          |
| 13    | 16    | Франция 1 · Лора Гоше · Мари Лямур                       | 2:42.79 1:42.63 1:00.16 | +1.90          |
| 14    | 3     | Италия 2 · Элена Куртони · Мартина Петерлини             | 2:43.03 1:43.98 59.05   | +2.14          |
| 15    | 1     | Швейцария 3 · Малори Блан · Мелани Мейяр                 | 2:43.04 1:44.10 58.94   | +2.15          |
| 16    | 19    | США 3 · Линдси Вонн · Эй Джей Херт                       | 2:43.87 1:44.11 59.716  | +2.98          |
| 17    | 4     | Германия 1 · Эмма Айхер · Лена Дюрр                      | 2:45.12 1:41.83 1:03.29 | +4.23          |
| 18    | 21    | Андорра 1 · Канде Морено · Карла Миярес Руф              | 2:45.36 1:45.07 1:00.29 | +4.47          |
| 19    | 21    | Канада · Кэссиди Грей · Лоранс Сен-Жермен                | 2:45.54 1:45.14 1:00.40 | +4.65          |
| 20    | 25    | Франция 3 · Карен Клеман · Кларисса Бреш                 | 2:47.12 1:45.64 1:01.48 | +6.23          |
| 21    | 17    | Австрия 4 · Кристина Агер · Катарина Галльхубер          | 2:47.29 1:43.97 1:03.32 | +6.40          |
| 22    | 24    | Босния и Герцеговина 1 · Эльведина Музаферия · Эсма Алич | 2:54.64 1:46.15 1:08.49 | +13.75         |
| 31    | 2     | Германия 2 · Кира Вайдле-Винкельман · Йессика Хильцингер | — 1:42.21 DNF           | Did not finish |
| 31    | 6     | Италия 1 · Лаура Пировано · Джорджа Колломб              | — 1:43.56 DNF           | Did not finish |
| 31    | 7     | Норвегия · Кайса Викхофф Ли · Мина Фюрст Хольтманн       | — 1:43.91 DNF           | Did not finish |
|       | 22    | Франция 4 · Камилла Черутти · Кэйтлин Макфарлейн         | — 1:45.71 DNS           | Did not start  |